# Тетершен
Тетерше́н (фр. Téterchen) — коммуна во французском департаменте Мозель региона Лотарингия. Относится к кантону Буле-Мозель.	

## География
Тетершен расположен в 31 км к северо-востоку от Меца. Соседние коммуны: Бреттнаш на севере, Тромбом на северо-востоке, Далан и Аргартан-о-Мин на востоке, Кум и Дантен на юге, Оттонвиль на юго-западе, Вельвен и Вальмёнстер на северо-западе.

## История
- Следы галло-романской культуры.
- Коммуна бывшего герцогства Лотарингия.
- Входила в сеньораты Буле, Берю и Варсбер.

## Демография
По переписи 2008 года в коммуне проживало 696 человек.	

## Достопримечательности

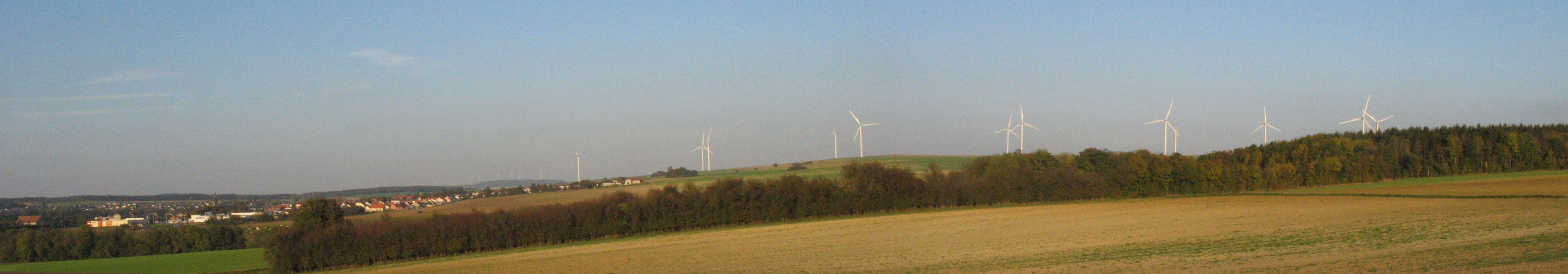
Панорама парка ветряных турбин в Аллен-ле-Буле. Справа - Буле-Мозель, за которым на дальнем холме видны турбины Тетершена.

- Следы некрополя в месте, называемом Интер-дер-Мюэль (Hinter der Müehle).
- К северу от коммуны находится парк ветряных турбин, первый в Лотарингии. Самая высокая турбина достигает 124 м.
- Церковь Сен-Рюф, начало XIX века.